# محمد بن سعود
محمد بن سعود بن محمد بن مقرن (زاده ۱۷۱۰ - درگذشته ۱۷۶۵) سیاستمدار اهل عربستان سعودی بود، که در فاصله سال‌های ۱۷۴۴ تا ۱۷۶۵ به عنوان حاکم درعیه فعالیت می‌کرد. وی بنیان‌گذار دولت نخست آل سعود به‌شمار می‌آید.